# ジェームズ・L・ブルックス
ジェームズ・L・ブルックス（James L. Brooks, 1940年5月9日 - ）は、アメリカ合衆国の映画監督・脚本家・プロデューサー。ニューヨーク市ブルックリン出身。

## 人物
CBSやABCで『メアリー・タイラー・ムーア・ショー』や『トレイシー・ウルマン・ショー』、そして同番組のコーナーより独立した『ザ・シンプソンズ』などの人気シリーズを手がけた。映画監督としては『愛と追憶の日々』でアカデミー作品賞と監督賞と脚色賞を受賞している。また、これまでエミー賞を19回受賞している。
プロデューサーとしてはトム・ハンクスの『ビッグ』やジョン・キューザックの『セイ・エニシング』、トム・クルーズの『ザ・エージェント』などを手がけている。ウェス・アンダーソンを発掘したのも彼である。
反捕鯨団体の「シー・シェパード」の4隻目となる捕鯨妨害船「サム・サイモン号」は、かつて日本政府が保有していた観測船であるが、米企業から購入した際、ブルックスが200万ドル（約1億6000万円）の資金援助をした。

## フィルモグラフィ

### 映画
- 結婚ゲーム Starting Over (1979年) - 脚本・製作
- 愛と追憶の日々 Terms of Endearment (1983年) - 監督・脚本・製作
- ブロードキャスト・ニュース Broadcast News (1987年) - 監督・脚本・製作
- ビッグ Big (1988年) - 製作
- セイ・エニシング Say Anything (1989年) - 製作総指揮
- ローズ家の戦争 The War of the Roses (1989年) - 製作
- ハリウッド・トラブル I'll Do Anything (1994年) - 監督・脚本・製作
- アンソニーのハッピー・モーテル Bottle Rocket (1996年) - 製作総指揮
- ザ・エージェント Jerry Maguire (1996年) - 製作
- 恋愛小説家 As Good as It Gets (1997年) - 監督・脚本・製作
- サンキュー、ボーイズ Riding in Cars with Boys (2001年) - 製作
- スパングリッシュ 太陽の国から来たママのこと Spanglish (2004年) - 監督・脚本・製作
- ザ・シンプソンズ MOVIE The Simpsons Movie (2007年) - 製作・脚本
- 幸せの始まりは How Do You Know (2010年) - 監督・脚本・製作
- スウィート17モンスター The Edge of Seventeen (2016年) - 製作
- 神さま聞いてる? これが私の生きる道? ARE YOU THERE GOD? IT'S ME, MARGARET. （2023年）- 製作

### テレビ
- 事件記者ルー・グラント Lou Grant (1977年-1982年) 製作総指揮
- ザ・シンプソンズ (1989年-) - 製作総指揮